# CT Special Forces: Back to Hell
CT Special Forces: Back to Hell, connu sous le nom de CT Special Forces 2: Back in the Trenches en Amérique du Nord, est un jeu vidéo de type run and gun développé par LSP Games sorti sur Game Boy Advance et PlayStation à partir de 2003.